# Bosisio (cognome)
Bosisio è un cognome di lingua italiana.

## Varianti
Il cognome non presenta varianti.

## Origine e diffusione
Il cognome è tipicamente lombardo.
Potrebbe derivare dal toponimo Bosisio Parini. È etimologicamente legato al cognome Bosio.

## Persone
- Liù Bosisio – attrice, doppiatrice e scrittrice italiana
- Lorenzo Bosisio – ciclista italiano
- Luigi Bosisio – calciatore e dirigente sportivo italiano